# ムラード (ジョチ家)
ムラード（? - 1364年、مراد）は、バトゥ家断絶後（1362年9月〜1364年秋）のジョチ・ウルスのハン。首都サライを支配してハン位を継承したが、クリミア地方の有力者ママイと対立した。ムリード、ムルドとも。

## 概要
ムラードの出自は史料によって記述が異なり、ロシア語史料の『ニコン年代記』はムラード（Амурат）をヒズル・ハンの弟とし、『高貴系譜』などの系譜史料も「ムルート（murūt）」をヒズル・ハンの弟とする。一方、信頼性の低い『イスカンダル無名氏の史書』及び『ムイーン史選』はオルダ・シャイフの息子でテムル・ホージャ（この人物は実際はヒズル・ハンの息子）の弟とし、ホーンデミールの『伝記の伴侶』も「ヒズル・ハンの子のムルド」と記す。いずれにせよ、ムラードがジョチの五男のシバンの子孫として初めてハン位についたヒズル・ハンの近縁（子か弟）であったことは間違いない。
『ニコン年代記』によると、ヒズル・ハンを弑逆して即位したテムル・ホージャがクリミア地方の有力者ママイとの戦争で敗れた後、サライのベグたちによってその兄弟のムラードがハンに擁立したという。一方、後世編纂された『チンギズ・ナーマ』ではヒズル・ハンを弑逆して即位したのはムラード自身となっている。
テムル・ホージャを殺害したママイはその後独自にアブドゥッラー・ハンを擁立しため、ジョチ・ウルス右翼＝バトゥ・ウルスでは西半を支配するママイの傀儡ハンと東半を支配するシバン家のハンが両立することになった。ロシア語史料は前者を「ママイ・オルダ」、後者を「ヴォルガ河の向こうの国」と呼称している。また、ママイ以外にも諸地方の有力者が自立を始めており、ブルガール地方の有力者ボロト・テムルはムラードの治世中に「ブルガール地方とヴォルガ河岸の全ての諸都市、ウルスを占領し、全てのヴォルガの交通路を奪った」と伝えられる。このように、ムラードの治世はヒズル、テムル・ホージャの時代に続いてバトゥ・ウルスの分裂化が進んだ時代であり、特にママイとシバン家の対立は次代のハンたちにも引き継がれた。

## シバン家
- ジョチ太子(Jöči ＞朮赤/zhúchì,جوچى خان/jūchī khān)
  - シバン(Šiban ＞شيبان/šībān)
    - カダク(Qadaq ＞قاداق/qādāq)
      - トレ・ブカ(Töle buqa ＞تولا بوقا/tūlā būqā)
        - マングタイ(Manγtai ＞داربو/mānkqūtāy)
          - ヒズル・ハン(Hiḍr qan ＞خضر خان/khiḍr khān)
            - テムル・ホージャ(Temür khwaja ＞تیمور خواجه/tīmūr khwāja)

          - ムラード(Murād ＞مراد خان/murād khān)

    - バハドル(Baγatur ＞تولا بوقا/bahādur)
      - ジョチ・ブカ(Jöči buqa ＞جوچى بوقا/jūchī būqā)
        - ヤダクル(Yadaqul ＞تولا بوقا/yādāqūl)
          - ミン・テムル(Ming temür ＞مينك تيمور/mīnk tīmūr)
            - エルベク(Elbeg ＞یلبک/īlbak)
              - カガン・ベク(Qaγan beg ＞قاآن بيک/qā'ān bīk)

            - ボラト(Bolad ＞پولاد/pūlād)
              - アラブシャー(ʻArab shāh ＞عرب شاه/ʻarab shāh)